# 太史叔明
太史叔明（たいし しゅくめい、474年 - 546年）は、南朝梁の老荘学者。本貫は呉興郡烏程県。姉妹の子は沈峻。

## 経歴
呉の太史慈の末裔とされる。若くして『荘子』や『老子』に通じ、『孝経』や『礼記』をも修めた。『老子』・『荘子』・『周易』の理解は最も精密で、当時に冠絶していた。講義をおこなうたびに、聴講する者は500人を越えた。官は国子助教をつとめた。邵陵王蕭綸は叔明の学問を好み、大同3年（537年）に蕭綸が江州刺史として出向すると、叔明は王に連れられて湓城に赴いた。大同6年（540年）、蕭綸が郢州刺史に転じると、叔明はまた王に随行し、いたるところで講義をおこなって、江外の人士にもその学問を伝えた。
中大同元年（546年）、死去した。享年は73。

## 伝記資料
- 『梁書』巻48 列伝第42
- 『南史』巻71 列伝第61